# 村松麻理子
村松 麻理子（むらまつ まりこ、1969年8月7日 - ）は、日本の元女子バスケットボール選手である。東京都出身。昭和学院高等学校卒業。現役時代はシャンソン化粧品に所属していた。
全日本として1990年女子世界選手権に出場した。